# Лінн Єрум Сулланд
Лінн Єрум Сулланн (норв. Linn Jørum Sulland, 15 липня 1984) — норвезька гандболістка, олімпійська чемпіонка.

## Виступи на Олімпіадах
| Олімпіада   | Дисципліна | Місце |
| ----------- | ---------- | ----- |
| Лондон 2012 | гандбол    | 1     |